# Josiah Tucker
Josiah Tucker (Josias Tucker) (ur. 1711 w Laugharne, w Carmarthenshire, w Walii; zm. 4 listopada 1799 w Gloucester, w Anglii) – brytyjski ekonomista i pisarz polityczny.
Ukończył studia w Oksfordzie. Był anglikańskim duchownym, wikarym kościoła św. Stefana w Bristolu (w 1737). W 1756 został prebendarzem, a w 1758 dziekanem w Gloucester. Zajmował się ekonomią polityczną, ale najgłośniejsze stały się jego pisma w sprawie niepodległości USA oraz emancypacji Żydów.

## Publikacje
- The Elements of Commerce and Theory of Taxes (Bristol 1753),
- Four Tracts, together with Two Sermons, on Political and Commercial Subjects (Gloucester 1774),
- Treatise concerning Civil Government (Londyn 1781),
- Reflections on the Present Matters of Dispute between Great Britain and Ireland (1775).